# فرانك ه. أكيرس، الإبن
فرانك هيرمان آكرز الابن عميد أمريكي ومدير مختبر مشترك لمختبر أوك ردج الوطني. يشغل أيضا منصب الرئيس والمدير التنفيذي لمجموعة استراتيجيات أوك ريدج وهي شركة صغيرة تهتم بالتجارة الصغيرة لقدامي المحاربين المعاقين التي تقدم الدعم الاستشاري المتصل بالإستراتيجية.
عمل كرئيس للعمليات في الفيلق الثامن عشر المحمول جوا خلال حرب الخليج الثانية.